# Frank Reichel
Frank Reichel (* 16. Juli 1978) ist ein ehemaliger deutscher Skispringer.

## Werdegang
Reichel begann bereits früh mit dem Skispringen. Seinen ersten Sprung setzte er 1987 auf der Schanze in Oberwiesenthal. Sein erstes Weltcup-Springen absolvierte er am 2. Dezember 1995 in Lillehammer. Er beendete das Springen auf der Normalschanze auf dem 45. Platz. Am 8. Dezember konnte er in Villach mit Platz 20 seine ersten Weltcup-Punkte gewinnen. Bei der Junioren-Weltmeisterschaft 1996 im italienischen Asiago gewann Reichel mit dem Team die Goldmedaille. Zum Team gehörten neben ihm auch Alexander Herr, Michael Uhrmann und Kai Bracht. Bei der Nordischen Skiweltmeisterschaft 1997 im norwegischen Trondheim kam Reichel auf der Normalschanze auf den 36. Platz. Zwei Wochen zuvor hatte er mit dem 4. Platz beim Weltcup-Springen in Willingen das beste Einzelresultat bei einem Weltcup-Springen in seiner Karriere erzielt. Da er diese Erfolge nicht wiederholen konnte, sprang er am 20. Januar 2001 sein letztes Weltcup-Springen in Park City. Anschließend sprang er bis April 2004 noch im Continental Cup und konnte dort regelmäßig in die Punkteränge springen. Sein letztes Springen war das Continental-Cup-Springen am 8. Februar 2004 im polnischen Zakopane, bei dem er 21. wurde. Rund zwei Wochen später versuchte sich Reichel noch einmal erfolglos an der Qualifikation für den Weltcup in Willingen. Mit einem vierten Platz beim Löwenbräu Cup in Reit im Winkl am 3. März 2004 beendete er seine Laufbahn.